# Oud-Reeuwijk
Oud-Reeuwijk is een buurtschap behorende tot de gemeente Bodegraven-Reeuwijk in de Nederlandse provincie Zuid-Holland. Het ligt ten noorden van Reeuwijk op de weg naar Tempel. De buurtschap telde in 2007 110 inwoners.
Vroeger werd Oud-Reeuwijk als twee kernen gezien namelijk: Klein Oud-Reeuwijk en Groot Oud-Reeuwijk.

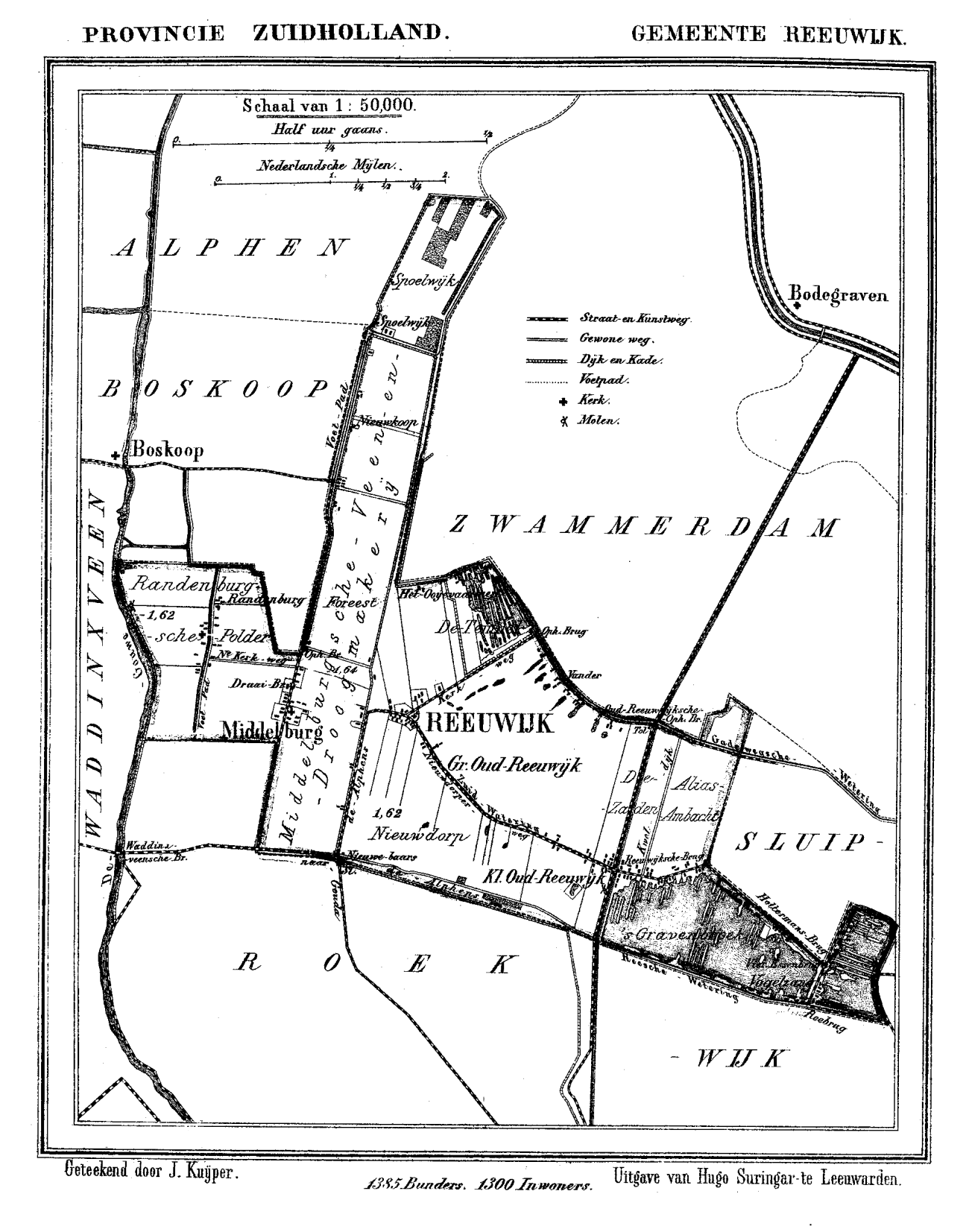
kaart met Klein/Groot Oud-Reeuwijk

Dorpen: Bodegraven · De Meije · Driebruggen · Nieuwerbrug · Reeuwijk-Brug · Reeuwijk-Dorp · Sluipwijk · Waarder

Buurtschappen: Abessinië · De Bree · Foreest · Hogebrug · Langeweide · Middelburg (deels) · Molenbrug · Noordzijde · Oosteinde · Oud-Reeuwijk · Oud-Bodegraven · Oudeweg · Oukoop · Platteweg · Randenburg · Tempel · Twaalfmorgen · Vogelzang/Blindeweg · Westeinde · Weijland · Weijpoort · Zuidzijde

Zuid-Holland: Steden en dorpen      Nederland: Provincies · Gemeenten